# Schwedisch für Fortgeschrittene
Schwedisch für Fortgeschrittene ist eine schwedische Filmkomödie aus dem Jahr 2006. Sie zeigt das Leben zweier Frauen Anfang 40, die sich von ihren Ehemännern getrennt haben und sich befreunden.

## Handlung
Elisabeth, eine quirlige Gynäkologin, und Gudrun, eine spröde Politesse, treffen sich zum ersten Mal bei einem Streit um ein von Gudrun ausgestellten Knöllchen, der in Beleidigungen ausartet. Das zweite Mal kommt Gudrun zu Elisabeth in die Praxis, um sich untersuchen zu lassen. In der Diskothek „Heartbreak Hotel“ treffen sie zum dritten Mal aufeinander und nehmen diese Serie zum Anlass, Freundinnen zu werden. Beide befinden sich in einer ähnlichen Lebenssituation. Ihre Ehe ist beendet, sie sind über 40 und die Kinder erwachsen. Beide haben aber völlig unterschiedliche Temperamente: während Gudrun lieber zu Hause sitzt, zieht Elisabeth los, auf der Suche nach Männern.
Sie durchleben einige Tanznächte, ein verpatztes Blind Date und Gudruns ersten Orgasmus. Plötzlich taucht Gudruns Ex-Mann Åke wieder auf, von dem sie Elisabeth glauben gemacht hat, dass er tot sei. Gudrun ist zwischen ihrer Freundschaft mit Elisabeth und dem Wunsch, mit Åke einen Neuanfang zu wagen, hin- und hergerissen. Sie versucht, diese Zerrissenheit Elisabeth zunächst zu verschweigen. Als Elisabeth über Åke herausfindet, was los ist, entscheidet sich Gudrun gegen die gemeinsamen Disko-Nächte und spricht nur noch von einer erneuten Heirat mit Åke. Zu allem Überfluss stellt sich auch noch heraus, dass Elisabeths Ex-Mann mit seiner jungen Affäre, die er als bedeutungslos heruntergespielt hatte, ein Kind bekommt. Schließlich entscheidet sich Gudrun aber doch dafür, mit Elisabeth in den Urlaub zu fahren, und lässt ihre Hochzeit platzen.

## Kritiken
„Ein in der ersten Filmhälfte vergnügliches Buddy-Movie um eine wunderbare Frauenfreundschaft, das in der zweiten Hälfte durch zu viele Klischees vor allem in der Zeichnung der männlichen Charaktere an Spritzigkeit einbüßt.“

„Schwedisch für Anfänger wird getragen von großer Zuneigung für seine Figuren, die weder besonders schön noch besonders schlau oder nett sind – und von großer Achtung vor ihrem kleinen, stinknormalen Leben. Dennoch kann einem dieses Feel-Good-Movie [...] auch ziemlich auf den Wecker fallen. Lautstark und mit allzu ausgestellter Frechheit feiert der Film seine »Grenzverletzung« – Frauen jenseits des Clearasil-Werbesegments tanzend, lachend und trinkend in der Öffentlichkeit zu zeigen.“